# Air Batu Buding
Air Batu Buding is een bestuurslaag in het regentschap Belitung van de provincie Bangka-Belitung, Indonesië. Air Batu Buding telt 1177 inwoners (volkstelling 2010).